# Sint-Jan-Baptistkerk (Werchter)

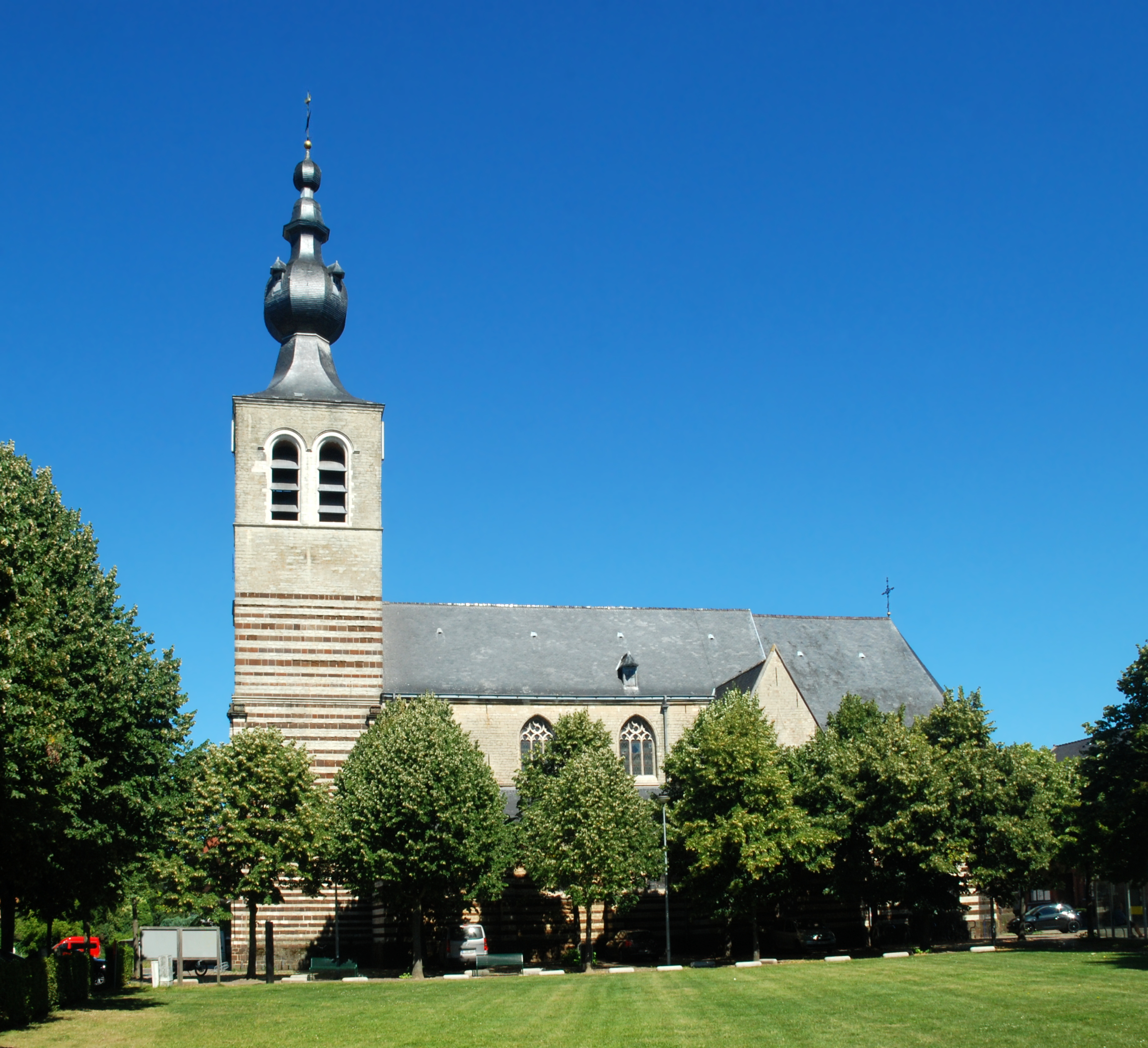
Sint-Jan-Baptistkerk

De Sint-Jan-Baptistkerk is de parochiekerk van de tot de Vlaams-Brabantse gemeente Rotselaar behorende plaats Werchter, gelegen aan het Werchterplein.

## Geschiedenis
De parochie van Werchter is al oud en de geschiedenis ervan voert mogelijk terug tot de Karolingsiche periode. Het zeer oude doopvont, nog aanwezig in de doopkapel, is zelfs van Gallo-Romeinse oorsprong. Aanvankelijk was er een houten kerkje. In 1225 kwam het patronaatsrecht aan de Abdij van Park te Heverlee.
Een stenen kerk werd gebouwd vanaf 1439. De oudste delen werden opgetrokken in ijzerzandsteen. Een gedeelte hiervan is nog aanwezig, zoals het koor, de noordelijke zijbeuk en de noordelijke transeptarm.
De toren werd gebouwd in het 3e kwart van de 16e eeuw. In de 17e eeuw (onder meer in 1666) werden ingrijpende werkzaamheden uitgevoerd. Het portaal is in barokstijl uitgevoerd (17e eeuw).

## Gebouw
Het betreft een driebeukige kruiskerk met voorgebouwde westtoren. Opvallend zijn de speklagen in ijzerzandsteen en zandsteen.

## Interieur
Het zeer oude witmarmeren doopvont heeft een 16e-eeuws gotisch deksel. Het 16e-eeuws beeld van Onze-Lieve-Vrouw met druiventros is afkomstig uit de Mariakapel.